# Гайзенбергер, Натали
Натали Гайзенбергер (нем. Natalie Geisenberger, род. 5 февраля 1988 года в Мюнхене, Германия) — немецкая саночница, шестикратная олимпийская чемпионка (первая в истории санного спорта), 9-кратная чемпионка мира, 7-кратная чемпионка Европы, 8-кратная обладательница Кубка мира в общем зачёте.

## Общая информация

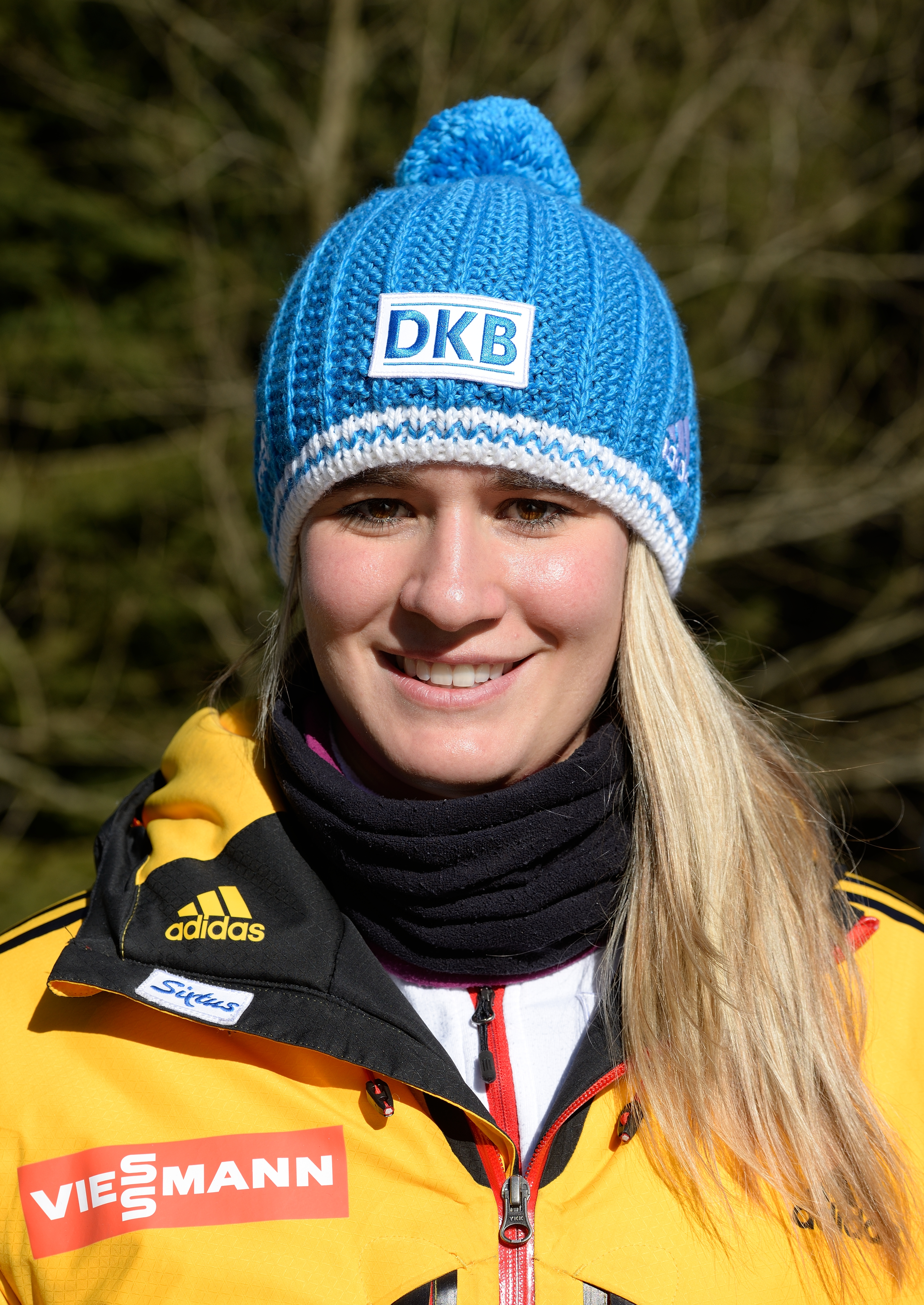
Февраль 2015 года

Родилась в Мюнхене, но ещё в возрасте шести лет вместе с родителями переехала в город Мисбах, там в местном саночном клубе под руководством тренера Герта Шаббехарда начала заниматься санным спортом. Позже стала выступать за молодёжную сборную, причём очень успешно, выиграв четырнадцать этапов Кубка мира и три чемпионата мира. Благодаря этим победам вскоре её позвали во взрослую сборную Германии, дебют в которой для Натали Гайзенбергер состоялся 20 января 2007 года на этапе Кубка мира в Альтенберге.
На Олимпийских играх 2010 года в Ванкувере 22-летняя Гайзенбергер заняла третье место в одиночках, уступив немке Татьяне Хюфнер и Нине Райтмайер из Австрии.
На чемпионате мира 2013 года в канадском Уистлере выиграла сразу две золотые медали, в женском одиночном разряде и в программе эстафеты.
На Олимпийских играх в Сочи выиграла в одиночках все 4 заезда и завоевала золото, опередив Татьяну Хюфнер на 1,139 сек. Также выиграла золото в эстафете, показав лучший результат среди женщин.
На зимних Олимпийских играх в Корее Натали сумела второй раз подряд завоевать золотую медаль в одиночных санях, опередив Даяну Айтбергер на 0,367 сек, а также в эстафете, и стать четырёхкратной олимпийской чемпионкой.
На Олимпийских играх 2022 года третий раз подряд выиграла золото в одиночках и стала первой в истории санного спорта 5-кратной олимпийской чемпионкой (на следующий день её достижение повторили Тобиас Арльт и Тобиас Вендль). Своё шестое олимпийское золото она завоевала 10 февраля 2022 года в эстафете (вместе с Йоханнесом Людвигом, Арльтом и Вендлем). Эта медаль стала седьмой для Гайзенбергер на Олимпийских играх, это стало рекордом в истории санного спорта.
Кроме санного спорта Гайзенбергер обучается на офицера полиции в спортивной школе Бад-Эндорф.
В мае 2020 года родила сына Лео. В июле 2022 года сообщила, что ждет второго ребенка и пропустит сезон 2022/23.
24 сентября 2023 года, Натали Гейзенбергер в прямом эфире баварского телевидения во время спортивной передачи "Blickpunkt Sport" объявила о завершении спортивной карьеры.

## Результаты на Олимпийских играх
| Олимпийские игры | Одиночки | Эстафета |
| ---------------- | -------- | -------- |
| 2010 Ванкувер    | 3        | н/д      |
| 2014 Coчи        | 1        | 1        |
| 2018 Пхёнчхан    | 1        | 1        |
| 2022 Пекин       | 1        | 1        |